# Толстая, Елена Дмитриевна
Елена Дмитриевна Толстая (ранее Толстая-Сегал; род. 1944, Ленинград) — израильский литературовед-славист. Автор нескольких монографий, профессор. Живёт в Иерусалиме.

## Биография
Родилась в Ленинграде 24 июня 1944 года. Дочь композитора Дмитрия Алексеевича Толстого и арфистки Надежды Николаевны Толстой (в девичестве Пипилас, урождённой Чудиновой, 1923—2010), заслуженной артистки РСФСР; внучка писателя Алексея Николаевича Толстого. Родители окончательно расстались в 1949 году, в следующем году мать вторично вышла замуж за поэта С. Г. Острового.
Окончила Московский государственный институт иностранных языков. Преподавала английский язык в МГУ, затем работала в лаборатории машинного перевода в Институте иностранных языков у И. А. Мельчука и А. К. Жолковского.
В 1973 году уехала в Израиль. Училась в Еврейском университете в Иерусалиме. Окончила аспирантуру в Университете Тель Авива у Биньямина Хрушовски. В 1982 году защитила в Еврейском университете диссертацию «Идеологические контексты Платонова».
Преподавала русскую литературу в Тель-Авивском университете; с 1985 года — в Еврейском университете, является профессором кафедры славистики.

## Семья
Елена Дмитриевна Толстая принадлежит к одной из ветвей рода Толстых:
- Дедушка — писатель Алексей Николаевич Толстой.
- Бабушка — поэтесса Наталья Васильевна Крандиевская-Толстая.
- Отец — композитор и автор мемуаров Дмитрий Алексеевич Толстой.
- Двоюродные сёстры — писательницы Татьяна Никитична Толстая и Наталия Никитична Толстая[1].
- Муж — литературовед Михаил Яковлевич Вайскопф; трое детей[1].

### Русская филология — книги
- 1994 — Поэтика раздражения: Чехов в конце 1880-х — начале 1890-х годов (М., Радикс, 1994). Расширенная версия переиздана в 2002 году издательством РГГУ.
- 2002 — Мирпослеконца. Работы о русской литературе XX века (сборник статей) (М., РГГУ, 2002)
- 2006 — Деготь или мед. Алексей Н. Толстой как неизвестный писатель: 1917—1923 (М.: РГГУ, 2006)
- 2013 — Ключи счастья: Алексей Толстой и литературный Петербург (М.: Новое литературное обозрение, 2013)
- 2013 — Бедный рыцарь: Интеллектуальное странствие Акима Волынского (М.: Мосты культуры, 2013)
- 2017 — Игра в классики. Работы по русской прозе XIX—XX веков (М., Новое литературное обозрение, 2017)
- 2017 — Helen Tolstoy. Akim Volynsky: A Hidden Russian-Jewish Prophet (Studia Judaeoslavica, Vol. 11, Leiden/Boston: Brill)
- 2021 — Безгрешное сладострастие речи (М., Новое литературное обозрение)

### Проза
- 2003 — Западно-восточный диван-кровать (М., Новое литературное обозрение, 2003). Сборник эссе.
- 2020 — Сбор клюквы сикхами в Канаде (М., Новое литературное обозрение)

### Участие в сборниках
- 2011 — Rossica Judaica — Judaica Rossica (Белград, 2011) (один из составителей сборника)
- 2013 — Лев Толстой в Иерусалиме (М. :НЛО) (составитель сборника).
- 2013 — Русский Жаботинский (Stanford, 2013) (один из составителей сборника).

### Статьи
- 1992 — Бродяга из Гамлы и Царь Иудейский.
- 2003 — Как закалялся стиль (РГГУ)
- 2003 — Восход железной планеты: «Воздушные пути» Пастернака и Кузмин (РГГУ)
- 2005 — Привыкши выковыривать изюм (Об Иудейском прокураторе, Еврейской чёрной свадьбе и красавице Одессе).
- 2012 — Соперники и ревнивцы «Габимы»: «Гадибук» глазами первой студии МХАТ (Partial Answers — Hopkins University).
- 2014 — Шагал в Москве: Как поссорились Марк Захарович и Евгений Богратионович.
- 2015 — Гюрза Тенгинского полка: Генделевская ода Лермонтову.
- 2018 — Мадмуазель и медный всадник (Литфак, Москва)
- 2018 — Звукозапись, заумь и анаграмма у Тургенева.
- 2019 — Вячеслав Иванов и Алексей Толстой.
- 2020 — Анархисты в изображении Алексея Толстого. Институт Мировой Литературы, Москва.
- 2020 — «Два ряда крепких зубов из чистого золота»: Еврейско-русский делец в прозе А. Н. Толстого (Институт Мировой Литературы, Москва)
- 2020 — Атака на невыразимое: Набоков и Грин (Пушкинский дом, Санкт-Петербург)
- 2020 — Вброд по «Вешним водам»: Мотивика Тургенева (Литфак, Москва)
- 2020 — «Египтяне перевоплощаются!» Алексей Толстой и Андрей Белый — Персонажи Волошина (Институт Мировой Литературы, Москва)